# WSS 10 (schip, 1954)

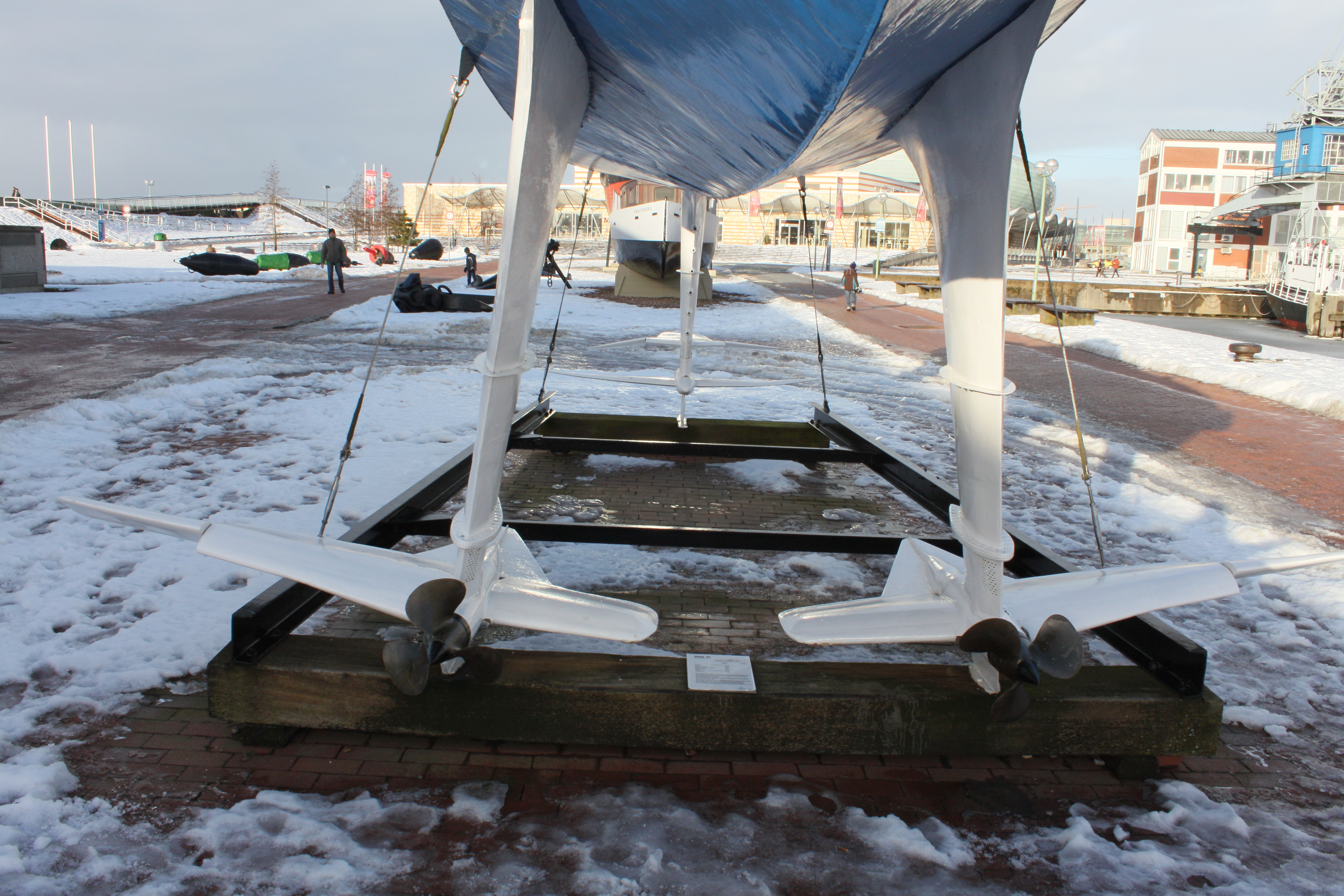
Detailfoto draagvleugels en propellers aan de voorzijde van de WSS 10

De WSS 10 waarbij WSS staat voor Wendel-Schnellschiff (Nederlands: Wendel–Snelschip), werd vernoemd naar zijn ontwerper, de architect Friedrich Hermann Wendel  uit Hamburg. In de jaren 1950 en 1960 zijn met het vaartuig testen gedaan op de Elbe en de Wezer.

## Beschrijving
De WSS 10 is een draagvleugelboot. Bij het toenemen van de vaarsnelheid duwen de onderwatervleugels het schip omhoog totdat de romp boven het water uitkomt en het schip in zijn geheel op de vleugels rust. Hierdoor neemt de scheepsweerstand af en neemt de snelheid verder toe. Vergeleken met vliegtuigvleugels zijn de vleugels van de WSS zeer klein omdat de lift opgewekt in het water vele malen groter is dan in de lucht. Onderaan in de vleugels zitten de propellers die de boot door het water trekt.

## Museumschip
In 1972 schonk Friedrich Hermann Wendel dit schip aan het Deutsches Schiffahrtsmuseum. Vier jaar later, in 1976, werd het op de kade bij het museum geplaatst zodat de verstelbare vleugels en de propelleraandrijving duidelijk zichtbaar zijn voor het publiek.